# Pandion (mytologi)
Pandion (grekisk mytologi), två sagokungar i Aten, av vilka den äldre nämns som son till Erichtonius. Denne Pandion var far till Prokne och Filomele.
Den yngre Pandion var son till Kekrops II eller Erechtheus och far till Aigeus.